# Berkshire Hathaway
La Berkshire Hathaway è una holding statunitense, in assoluto una delle più grandi del mondo. Il suo amministratore delegato e presidente è Warren Buffett, che secondo il Bloomberg Billionaires Index al 29 gennaio 2024 è il decimo uomo più ricco del mondo, con un patrimonio di 147 miliardi di dollari.
La Berkshire, dacché è controllata da Buffett, partendo dall'iniziale nucleo assicurativo che ha fornito il capitale per gli investimenti, è arrivata a possedere una gamma molto diversificata di imprese. Ha un fatturato complessivo che si aggira attorno ai 250 miliardi di dollari americani, mentre il suo valore di mercato nel 2020 è stato stimato in 427,452 miliardi di dollari. Nel 2018 era al 3º posto della classifica Fortune 500. Nel decennio 2000-2010 la società ha prodotto un rendimento totale del 76% rispetto al rendimento negativo dell'11,3% dello S&P 500.

## Storia
La Berkshire Hathaway affonda le sue lontane radici in una società tessile fondata da Oliver Chace nel 1839 col nome di Valley Falls, ubicata a Valley Falls nel Rhode Island. Chace aveva precedentemente lavorato per Samuel Slater, il fondatore della prima fabbrica tessile di successo con mulino ad acqua in America. Chace aveva fondato il suo primo mulino tessile nel 1806. Nel 1929 la Valley Falls Company è fusa con la Berkshire Cotone Manufacturing Company fondata nel 1889, ad Adams, Massachusetts. L'insieme delle società fu conosciuto come Berkshire Belle Spinning Associates.
Nel 1955 Berkshire Belle Spinning Associates si è fusa con la Hathaway Manufacturing Company, che era stata fondata nel 1888 a New Bedford, Massachusetts da Horatio Hathaway. La Hathaway fu produttiva nel suo primo decennio, ma subì le sorti di un calo generale nel settore tessile, dopo la prima guerra mondiale. In quel momento la Hathaway era guidata da Seabury Stanton, i cui investimenti sono stati premiati con rinnovata redditività dopo la depressione.
Dopo la fusione, Berkshire Hathaway ebbe 15 stabilimenti che occupavano oltre 12.000 lavoratori, con più di 120 milioni di dollari di entrate ed aveva sede a New Bedford, Massachusetts. Tuttavia, sette di questi stabilimenti sono stati chiusi entro il decennio successivo, con massicci licenziamenti. Nel 1965 Warren Buffett assume il controllo della Berkshire Hathaway, dopo tre anni di acquisto di azioni a ritmo serrato.
La svolta della storia finanziaria avviene quando il core business passa dal settore tessile a quello assicurativo. La Berkshire acquista pacchetti di azioni della GEICO (Government Employees Insurance Company). La società ha un animaletto portafortuna come mascotte ed è conosciutissima negli Stati Uniti d'America perché è il secondo venditore di assicurazioni per l'automobile. GEICO è diventata una notevole fonte di capitale per altri investimenti, ponendo Warren Buffett nelle condizioni di espandere la capogruppo tramite nuove acquisizioni, tramutandola in un conglomerato. Nel 1996 tutto il pacchetto azionario di GEICO passa nelle mani di Berkshire Hathaway.
Nel 1985 l'ultima delle sedi tessili rimaste in funzione venne chiusa. Nel 1988 Berkshire Hathaway acquista una quota rilevante della Coca-Cola. Nel 1998 compra General Re, un'altra compagnia di assicurazioni americana. Nel 2009 compra per intero BNSF Railway, una compagnia ferroviaria privata statunitense. Dal 2016 è azionista di Apple, azienda di riferimento per l'informatica di consumo. Nel 2022 Berkshire Hathaway possiede circa il 7% di BYD Company, una compagnia cinese che produce veicoli elettrici. Inoltre, nello stesso anno, Berkshire possiede il 20% di Occidental Petroleum, una compagnia petrolifera americana. L'azienda di Omaha (computando le controllate) ha 389.000 dipendenti nel 2022, dei quali appena 25 nel quartier generale e una dozzina nel board.

## Analisi
Berkshire Hathaway dal 1965 ha conseguito un rendimento pari al 3.600.000%.
Sul New York Stock Exchange sono quotate:
- le azioni di classe A; Berkshire Hathaway non ha mai diviso le sue azioni di classe A, per attirare gli investitori orientati al lungo termine;[9] le azioni Berkshire Hathaway di classe A sono state vendute per 442.000 dollari cadauna il 28 luglio 2022.
- le azioni classe B; sono più adatte ai piccoli investitori, essendo state vendute per 290 dollari cadauna il 28 luglio 2022.

Dal 2008 il prezzo è quadruplicato. Nel 2007, la rivista Barron's proclama Berkshire Hathaway l'azienda più prestigiosa dell'anno.
Buffett deteneva nel 2008 il 28,1% della proprietà di Berkshire Hathaway. La Cascade Investment di Bill Gates è il secondo maggiore azionista della holding.
I pilastri principali del business di Berkshire Hathaway sono quattro:
- la diversificazione di portafoglio;
- il flusso di cassa;
- il bilancio solido;
- la cultura aziendale.[13]

Il 3 agosto 2022 il P/E (price-to-earnings) è uguale a 7,9.
Gli incontri annuali degli azionisti, che si svolgono nel Qwest Center di Omaha, Nebraska, sono regolarmente seguiti da un pubblico di circa 20.000 persone (27.000 nel 2007). Le riunioni sono soprannominate "la Woodstock del capitalismo" e avvengono in un clima molto disteso. Vi partecipa sempre anche l'amico e socio storico di Buffett, Charlie Munger. Nel 2022 tra le personalità ospiti si annoveravano Tim Cook, amministratore delegato di Apple, e Jamie Dimon, amministratore delegato di JP Morgan Chase.
Warren Buffett ha stilato una serie di regole di investimento provate sul campo finanziario.
Nel 2022, i primi quattro titoli quotati del portafoglio di BRK-A sono i seguenti:
| Apple            | → | Settore tecnologico |
| Bank of America  | → | Settore bancario    |
| American Express | → | Settore finanziario |
| Coca Cola        | → | Settore bevande     |
|                  |   |                     |

Per quanto concerne le comunicazioni pubbliche, Berkshire Hathaway fornisce un resoconto trimestrale dell'andamento del business e uno annuale. Ogni trimestre l'azienda dichiara più di 6 miliardi di dollari di utile operativo, mentre annualmente dichiara più di 24 miliardi di dollari di utile operativo, un introito di 6 miliardi di dollari come dividendi dei primi 10 titoli in portafoglio e un flusso di cassa libero (free cash flow) di 20 miliardi di dollari.
Nel 2022 il capitale di Berkshire Hathaway consta di 1470577 azioni in circolazione (shares outstanding) di classe A; nei precedenti quattro anni il riacquisto dei propri titoli sul mercato aveva totalizzato 62 miliardi di dollari.
Nel 2022 la conglomerata possedeva più di 40 companies for common stocks (azioni quotate) e più di 60 subsidiary companies (società sussidiarie).

## Dividendi
Mentre la società incamera tutti gli anni una cifra considerevole in dollari sotto forma di dividendi, quando tocca a lei approvare il bilancio annuale le cose si pongono diversamente.
Berkshire Hathaway non ha mai distribuito un proprio dividendo dal 1965. Il fatto, che può a prima vista apparire straordinario e per certi versi lo è, deriva dalla decisione dei vertici (quindi in primis dalla strategia di Warren Buffett) che preferiscono la conservazione del patrimonio all'interno delle mura aziendali. Rimanendo "liquida", BH prevede di poter investire efficacemente il denaro trattenuto a beneficio comunque della ricchezza sociale e quindi a vantaggio finale dell'azionista. L'accumulo di dividendi non distribuiti sostiene in modo decisivo la continua espansione di Berkshire Hathaway, che può così contare su un'enorme riserva di denaro immediatamente disponibile - quando se ne ravvisi l'opportunità - per fare acquisti sul mercato.

## Retribuzioni
Nel 2021 la retribuzione dell'amministratore delegato ammonta a 100.000 dollari senza bonus, invariata da oltre 25 anni per esplicita volontà di Warren Buffett.

## Governance
I membri del consiglio di amministrazione della Berkshire Hathaway sono Warren Buffett, Chris Davis, Kenneth Chenault, Howard Graham Buffett, Susan Buffett, Ronald Olson, Thomas S. Murphy, Donald Keough, Charlotte Guyman, David Gottesman, Stephen Burke, Susan Decker, e Meryl Witmer.

## Settori in cui investe

### Il settore editoriale
Nel 1973 Berkshire iniziò ad accumulare azioni del Washington Post. Warren Buffett era a conoscenza delle difficoltà economiche che il prestigioso quotidiano stava attraversando, ma aveva calcolato di poter risollevarne le sorti e con il tempo trarne vantaggio. Così divenne amico intimo di Katharine Graham, la coraggiosa direttrice che durante il Watergate aveva tenuto testa al presidente Richard Nixon. Poi, con soddisfazione, Buffett si unì al consiglio di amministrazione del suo giornale preferito.
Nel 2014 Warren Buffett ha ceduto la sua quota, pari al 28%, della società editrice.

### Il settore assicurativo
Con la Berkshire Hathaway, nel 1967 acquisisce due compagnie assicurative: la National Fire and Marine Insurance Company e la National Indemnity Company. Il settore delle assicurazioni conquista sempre più spazio all'interno della holding di Buffett, così dal 1985 abbandona definitivamente il settore tessile per dedicarsi esclusivamente a quello assicurativo.
Dal 1996 la Berkshire Hathaway controlla interamente la GEICO, una società tra le prime in America nel settore assicurativo delle automobili.
Il 21 marzo 2022 la Berkshire Hathaway compra la compagnia di assicurazioni Alleghany Corporation.
Oggi Berkshire Hathaway è il più grande riassicuratore mondiale dopo la svizzera Swiss Re e la tedesca Munich Re.

### Il settore bancario
Dopo la crisi economica del 2008, nel cui frangente aveva appoggiato Goldman Sachs, Warren Buffett valuta le banche americane come interessanti fonti di reddito.
Una in particolare, Bank of America, è presente massicciamente nel portafoglio di Warren Buffett: nel 2022 ricopre una delle prime cinque posizioni.
In misura minore, Buffett possiede anche altre azioni bancarie come JPMorgan Chase, U.S. Bancorp e Citigroup.

### Il settore energetico
Berkshire Hathaway Energy (BHE) è una sussidiaria che genera e distribuisce elettricità prodotta anche da fonti naturali (comprese l'eolico e il solare).
La società è stata valutata per una cifra superiore ai 100 miliardi di dollari nel 2020.
Berkshire Hathaway ne possiede una quota corrispondente al 92%.
Nel 2022 l'amministratore delegato di Berkshire Hathaway Energy è Greg Abel, che è anche il successore designato da Warren Buffett per la guida della società conglomerata.
BHE ha partecipazioni nelle seguenti compagnie:
- PacifiCorp
- MidAmerican Energy Company
- NV Energy
- Northern Powergrid
- Northern Natural Gas
- BHE GT&S
- Kern River Gas Transmission Company
- BHE Renewables
- AltaLink
- BHE U.S. Transmission
- HomeServices of America

### Il settore automobilistico
Nel 2008, Berkshire Hathaway ha acquistato 225 milioni di azioni della BYD Company quotate sulla Borsa di Hong Kong.
BYD produce le auto elettriche di fabbricazione cinese che, dopo il precursore Warren Buffett, nel primo semestre 2022 hanno attirato centinaia di migliaia di entusiasti acquirenti.

### Il settore ferroviario
Con la Berkshire Hathaway, nel 2009 acquisisce la compagnia ferroviaria BNSF.
È un pezzo molto importante per l'America.
Warren Buffett prevede che andrà bene per i prossimi cento anni e oltre.

### Il settore finanziario
Dal 1965 Warren Buffett predilige le azioni di American Express. Nel 2022 il titolo ricopre la seconda posizione di Berkshire Hathaway.
In realtà, dopo la crisi economica del 2008, ha mostrato favore anche ad altri istituti che si occupano di carte di credito: ad esempio Visa, di cui conserva un discreto pacchetto di azioni, e Mastercard.

### Il settore tecnologico
Il 30 giugno 2024 il 20% del portafoglio di Berkshire Hathaway è rappresentato da Apple: circa 400 milioni di azioni Apple per un valore di 84,2 miliardi di dollari
Warren Buffett ha elogiato sia la società tecnologica di Cupertino che il suo amministratore delegato Tim Cook.
Dal 2019, Berkshire Hathaway possiede anche una piccola porzione di Amazon, l'azienda di commercio elettronico.

### Assicurazioni e servizi finanziari
- American Express (13,1%)
- Applied Underwriters
- Bank of America (11,9%)
- Berkshire Hathaway Capital
- Berkshire Hathaway Primary Group
- Berkshire Hathaway Reinsurance Group
- Central States Indemnity Company
- Citigroup
- GEICO (100%)
- General Re
- Goldman Sachs
- JPMorgan Chase
- Kansas Bankers Security Company
- Kemper Insurance Co
- M&T Bank (15,9%)
- Moody's (13,4%)
- National Indemnity Company
- United States Liability Insurance Group
- U.S. Bancorp
- Wesco Financial Corporation

### Cibi e bevande
- Dairy Queen (100%)
- The Coca-Cola Company (9,32%)
- The Pampered Chef (100%)
- See's Candies (100%)
- Kraft Heinz (26,7%)

### Farmaceutici
- GlaxoSmithKline
- Merck & Co.
- Sanofi Aventis

### Abbigliamento
- Fechheimer Brothers Company
- Fruit of the Loom (100%)
- Garan Children's Clothing
- H.H. Brown Shoe Group
- Justin Brands
- Brooks Sports

### Forniture industriali
- CORT Business Services
- Jordan's Furniture
- Larson-Juhl
- Nebraska Furniture Mart (80%)
- RC Willey Home Furnishings
- Star Furniture

### Materiali e costruzioni
- Acme Brick Company
- Benjamin Moore & Co.
- Clayton Homes
- ISCAR Metalworking (100%)
- Johns Manville
- MiTek (90%)
- Precision Steel Warehouse, Inc.
- Shaw Industries
- SE Homes
- Cavalier Homes

### Media
- The Washington Post Company (18,1% nel 2004)
- Business Wire
- Omaha World-Herald

### Petrolio
- Chevron (7,0%)
- Occidental Petroleum (20,0%)
- PetroChina (1,3%)

### Tecnologia
- Apple (5,62%)[31]
- Amazon

### Logistica
- XTRA Corporation
- McLane Company
- BNSF Railway (100% dal 2009)

### Automobili
- Ford
- General Motors (1%)
- BYD Company (8%)

### Beni di consumo
- Procter & Gamble (3,0%)
- Johnson & Johnson

### Beni di lusso
- Ben Bridge Jewelers
- Borsheim's Fine Jewelry
- Helzberg Diamonds

### Energia
- Berkshire Hathaway Energy (BHE)
- MidAmerican Energy Holdings Company (89,8%)
- Duracell (100%)

### Altro
- Blue Chip Stamps
- Scott Fetzer Companies
- Wrigley Company

## Successione
- Dal 3 maggio 2021 Warren Buffett annuncia che il suo successore, come CEO della Berkshire Hathaway, sarà il canadese Greg Abel.[32]
- Nato nel 1962, egli attualmente ricopre la carica di Vicepresidente della Berkshire Hathaway e si occupa delle operazioni non assicurative della società.[33]
- Buffett ha ricordato che la cultura e i valori fondanti della società di Omaha verranno mantenuti intatti "anche quando Buffett non sarà più in giro".[34]